# Principado del Pindo
El llamado Principado del Pindo (1941-1943) fue un Estado autónomo durante la Segunda Guerra Mundial, inicialmente bajo el control de Italia. El Pindo es una región montañosa en Grecia del Norte y en la parte meridional de Albania, habitada principalmente por valacos (aromunes). El estado abarcaba parte de las actuales regiones de Macedonia Occidental, Tesalia y Epiro.

## Historia
El principado fue formado en 1941, después de la invasión italiana como el país del pueblo valaco (llamado también "aromuno").
El primer líder fue Alkiviadis Diamandi di Samarina, un nacionalista valaco, quien reinó hasta 1942, año en el que las autoridades italianas se hartaron de sus abusos contra la población griega y lo destronaron. Después, Alcibiades huyó a Rumania.

## Líderes
- 1941-1942: Alcibiades Diamandi
- 1942: Nicolás Matoussis